# فريتسلار
فريتزلار (بالألمانية: Fritzlar) هي بلدة، مدينة وبلدة ألمانية تقع في ألمانيا في Schwalm-Eder-Kreis. يقدر عدد سكانها بـ 14,716 نسمة .

## المدن التوأمة
مدن كازينا وBurnham-on-Sea هي مدن توأمة لـفريتزلار.

## أعلام
- لودفيغ كيلر
- أدلبرت ريكن
- راينر شونه